# Puya lineata
Puya lineata là một loài thực vật có hoa trong họ Bromeliaceae. Loài này được Mez miêu tả khoa học đầu tiên năm 1896.

## Hình ảnh

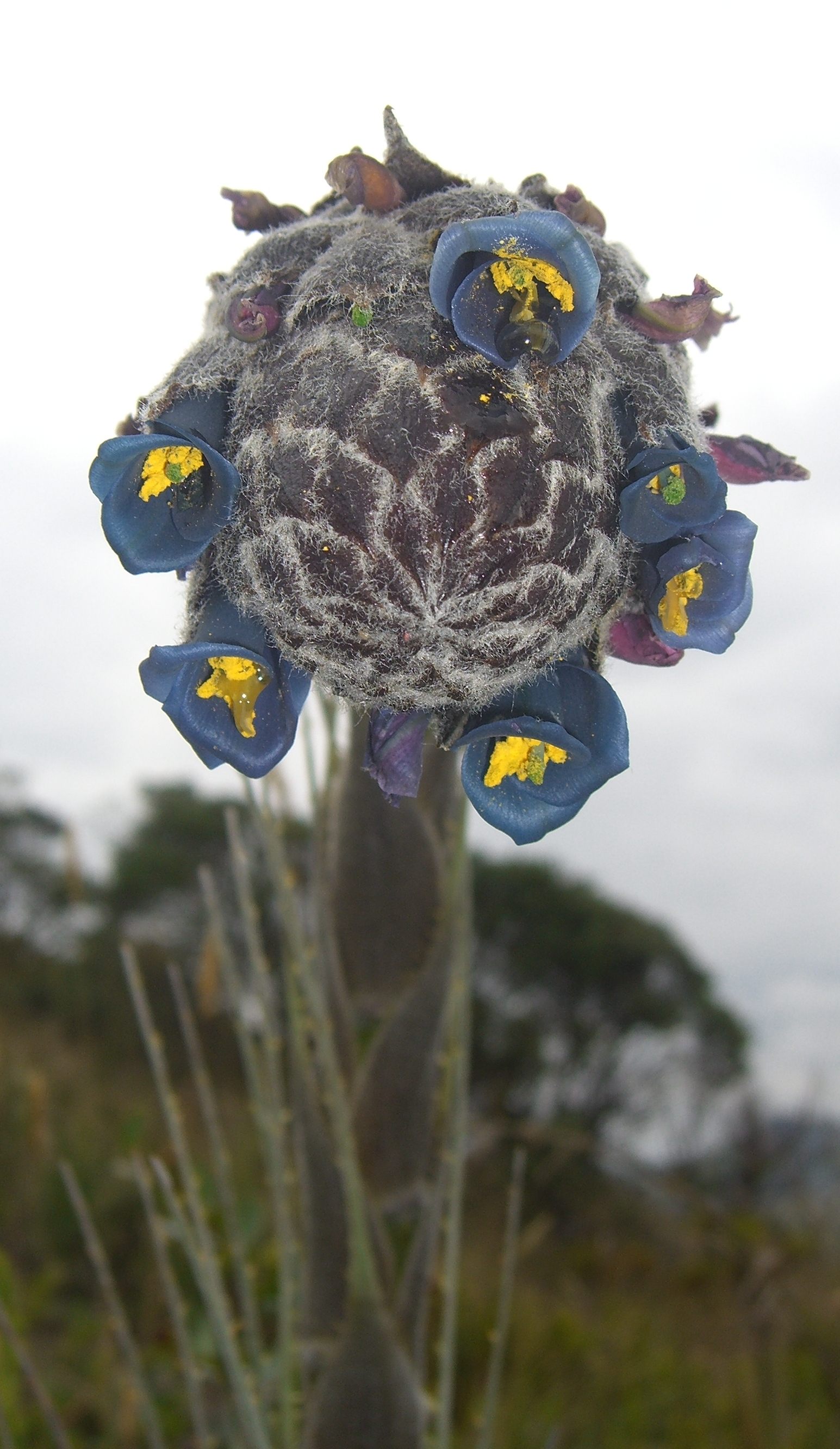
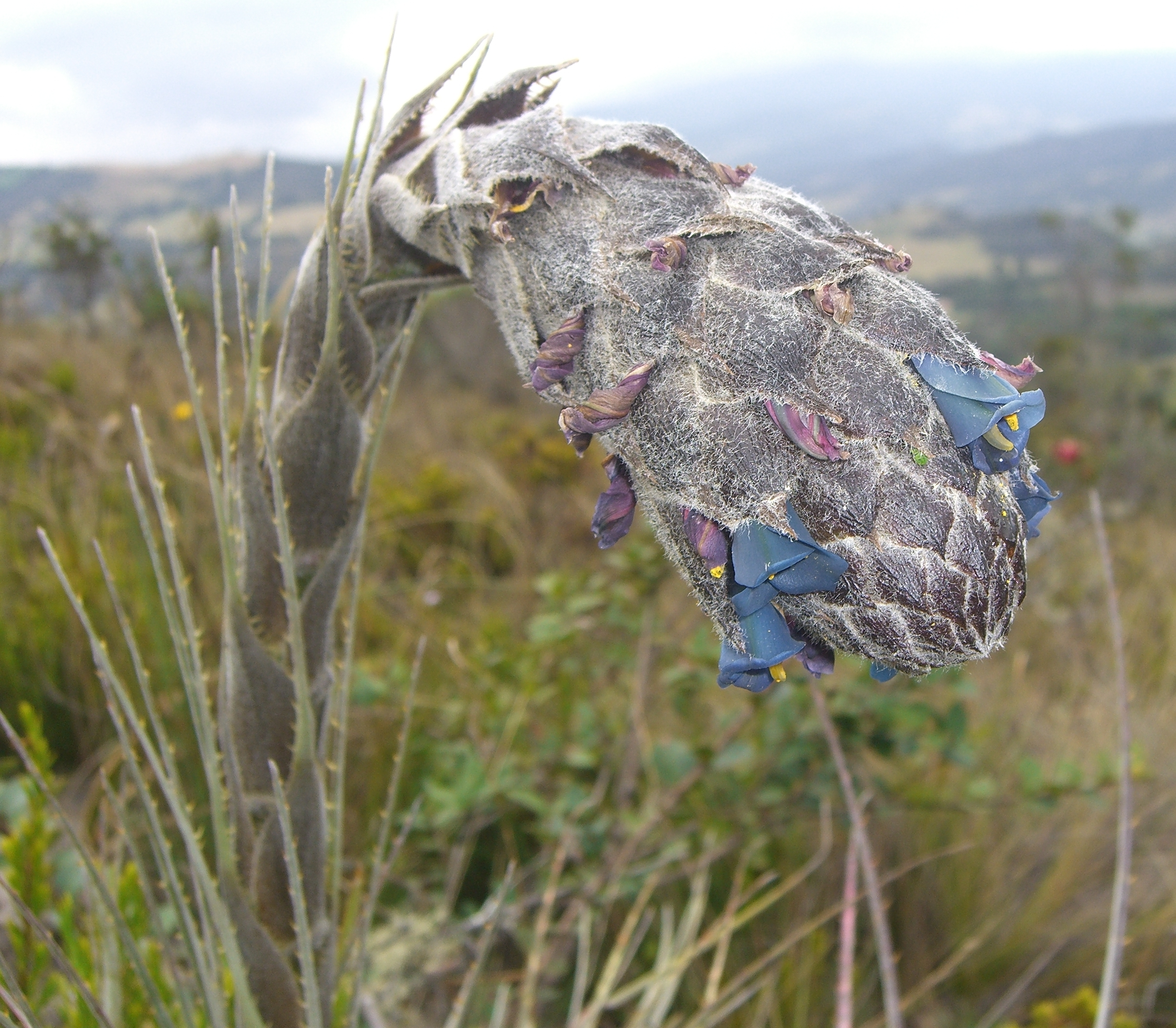
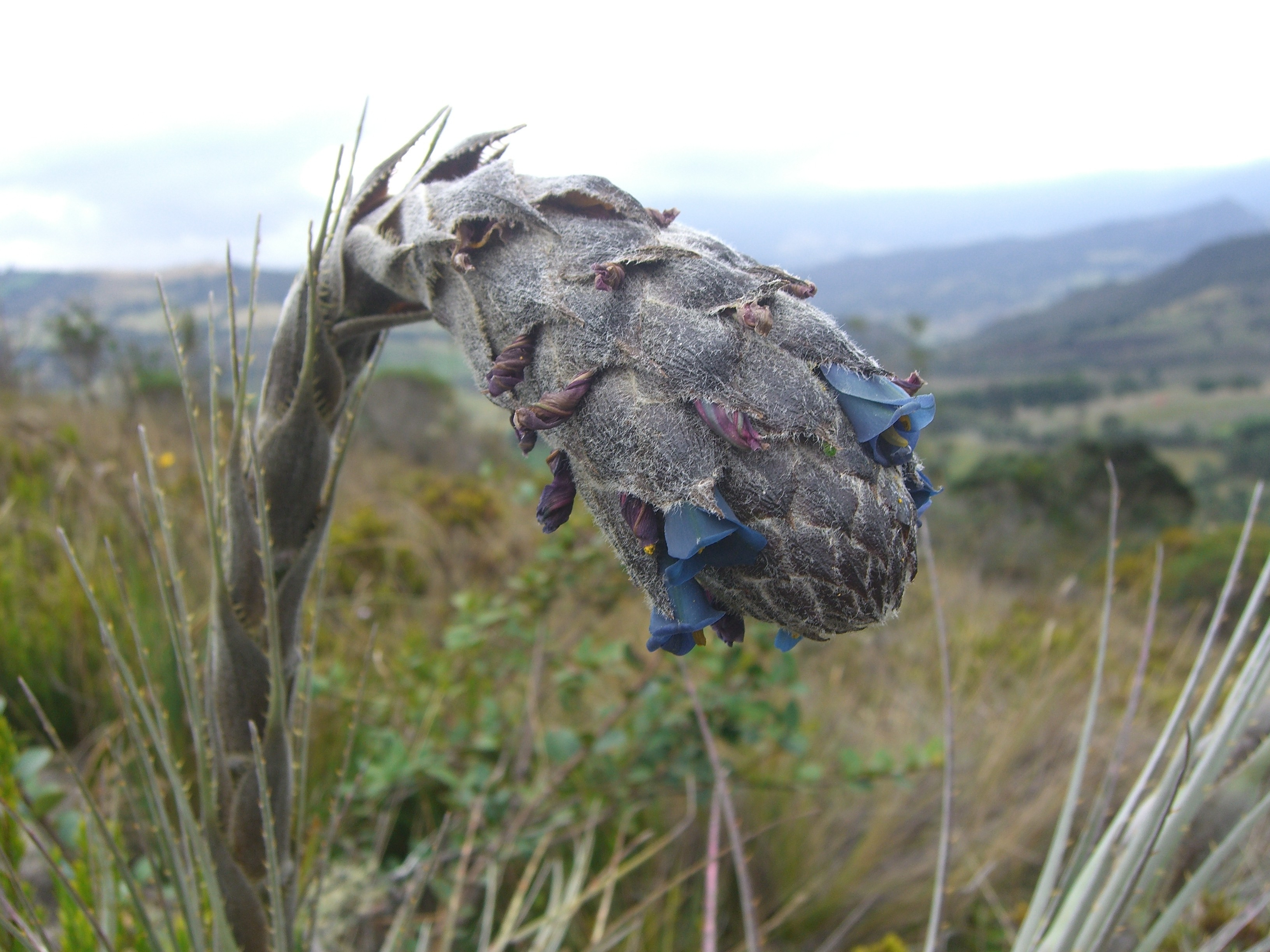
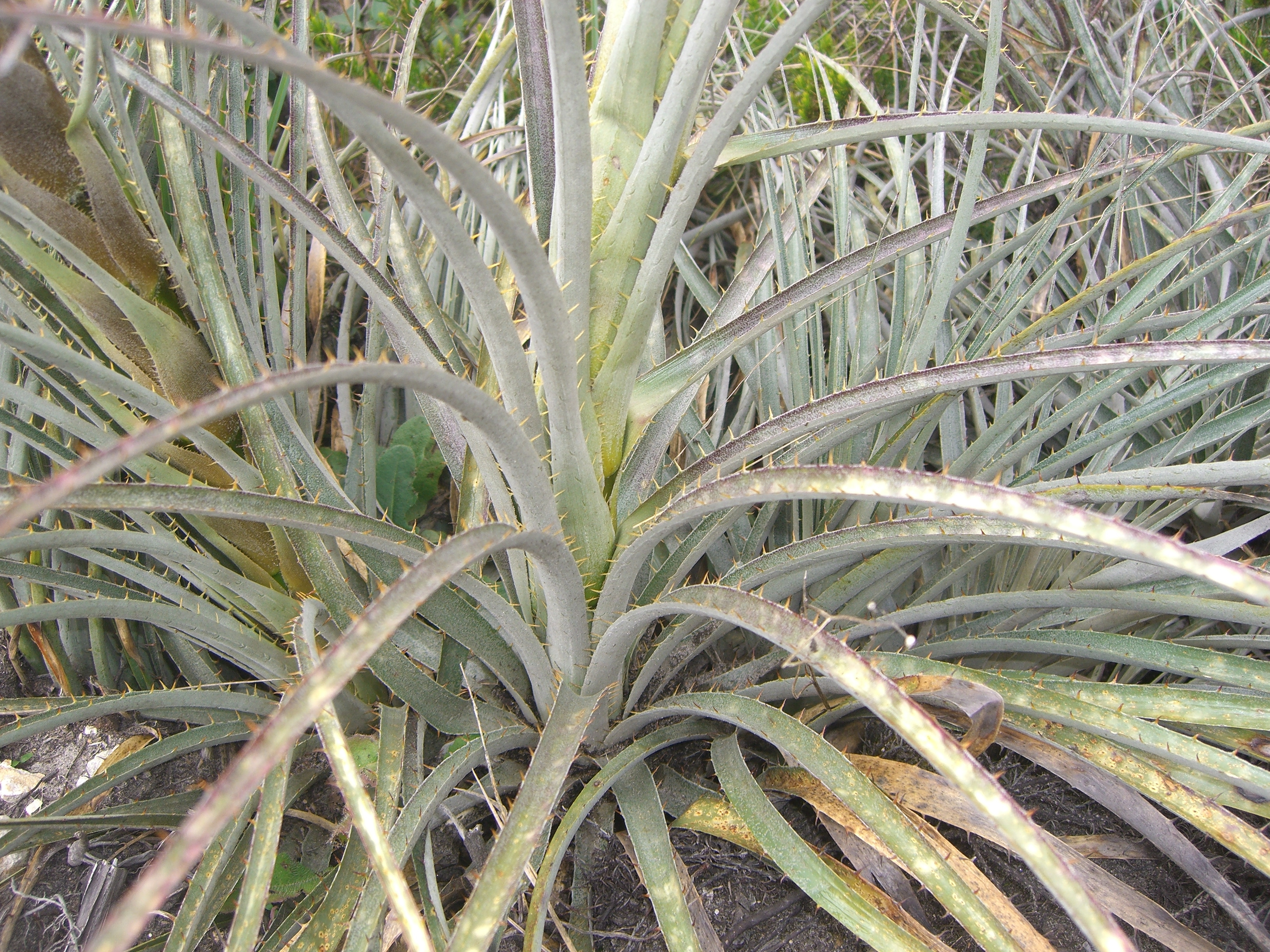